# Matías Rafide
Matías Rafide (Curepto, 5 de noviembre de 1929-Santiago, 30 de marzo de 2020 ) fue un poeta, catedrático universitario, ensayista y crítico chileno.
Profesor de Castellano en la Universidad Católica de Chile. Doctor en Filosofía y Letras por la Universidad Complutense de Madrid, Se ha desempeñado como profesor en diversas universidades de Chile, América y Egipto.
Fue Agregado Cultural de la Embajada de Chile en El Cairo (1990-1994). Miembro de Número de la Academia Chilena de la Lengua y miembro correspondiente de la Real Academia Española y de la Academia Norteamericana de la Lengua Española.

## Obras
Ha publicado más de 30 libros.
- Poetas españoles contemporáneos
- La novela hispanoamericana actual
- Escritores chilenos de origen árabe
- Presagios: poemas bilingües
- Nueva Antología poética del Maule  (en colaboración con Enrique Villablanca).